# Peter Westbrook
Peter Westbrook, född 16 april 1952 i St Louis, Missouri, död 29 november 2024 i New York, var en amerikansk fäktare som tog OS-brons i herrarnas sabel i samband med de olympiska fäktningstävlingarna 1984 i Los Angeles.